# Санта-Доменіка-Вітторія
Санта-Доменіка-Вітторія (італ. Santa Domenica Vittoria, сиц. Santa Dumìnica) — муніципалітет в Італії, у регіоні Сицилія,  метрополійне місто Мессіна.
Санта-Доменіка-Вітторія розташована на відстані близько 490 км на південний схід від Рима, 145 км на схід від Палермо, 60 км на південний захід від Мессіни.
Населення — 996 осіб (2014).
Щорічний фестиваль відбувається першої неділі вересня. Покровителі — святий Антоній Великий.

## Демографія
Населення за роками:

Станом на 1 січня 2023 року в муніципалітеті офіційно проживало 10 іноземців з 3 країн, серед них 9 громадян країн Євросоюзу.

## Сусідні муніципалітети
- Флореста
- Монтальбано-Елікона
- Рандаццо
- Роччелла-Вальдемоне